# هارولد ام. واینتراب
هارولد ام. واینتراب (انگلیسی: Harold M. Weintraub؛ ۲ ژوئن ۱۹۴۵ – ۲۸ مارس ۱۹۹۵) یک دانشمند در زمینه زیست‌شناسی مولکولی و زیست‌شناسی تکاملی اهل ایالات متحده آمریکا بود.
واینتراب مدرک لیسانس خود را از کالج هاروارد در سال ۱۹۶۷ دریافت داشت. سپس به دانشگاه پنسیلوانیا رفت و در آنجا فوق‌لیسانس و پی‌اچ‌دی گرفت و در سال ۱۹۷۲ فارغ‌التحصیل شد. او پژوهش‌های لازم برای رسالهٔ دکترای خود را در آزمایشگاه هاوارد هولتزر انجام داد که در زمینهٔ تولید و رشد گلبول‌های قرمز (اریتروپوئز) بود. او بر روی چرخه سلول، تولید هموگلوبین و کنترل تقسیم سلول مطالعه و پژوهش نمود و اثر برموداکسی‌اوریدین را بر روی تمایز سلولی تجزیه و تحلیل نمود.
واینتراب طی عمر کوتاه خود میراث مهمی از پژوهش بر جای گذاشت و بیش از ۱۳۰ مقالهٔ علمی مهم نوشت که در مجلات مشهور و معتبری نظیر سلول، ساینس و نیچر (موسوم به «سه مجلهٔ بزرگ») چاپ شدند. او عضو آکادمی ملی علوم و ویراستارِ مشاور در چندین نشریهٔ علمی و دانشگاهی بود.